# ATP Challenger Vilamoura
Der ATP Challenger Vilamoura (offiziell: Vilamoura Challenger) war ein Tennisturnier, das 1988 und 1989 in Vilamoura, Portugal, stattfand. Es gehörte zur ATP Challenger Tour und wurde im Freien auf Hartplatz gespielt.

## Liste der Sieger

### Einzel
| Jahr | Sieger       | Finalgegner      | Ergebnis      |
| ---- | ------------ | ---------------- | ------------- |
| 1989 | Nuno Marques | Alex Antonitsch  | 6:1, 4:6, 6:3 |
| 1988 | Barry Moir   | Stephane Bonneau | 6:1, 6:2      |

### Doppel
| Jahr | Sieger                            | Finalgegner                       | Ergebnis |
| ---- | --------------------------------- | --------------------------------- | -------- |
| 1989 | Marcos Aurelio Górriz Borja Uribe | Simone Colombo David Felgate      | 7:6, 6:1 |
| 1988 | Peter Doohan Michael Fancutt      | Stephane Bonneau Fabio Silberberg | 6:4, 6:3 |